# Kajže, Borovlje
Kajže (nemško Dörfl) je naselje v Občini Borovlje v Okraju Celovec-dežela na Koroškem v Avstriji.